# 博莱罗
波莱罗（Bolero）是一种西班牙舞曲，音乐为中速三拍子，作为舞蹈可以单人也可以双人跳，步伐动作复杂，一只手臂高举，用响板伴奏。
著名的作曲家创作的波莱罗曲有肖邦的作品第19号钢琴波莱罗，拉威尔的管弦乐曲《波莱罗》表现的是在西班牙酒店中的舞蹈，由两个主题交替反复，其旋律、和声、节奏始终不变，只是由变化的力度表现。